# Ebino
Ebino (えびの市 -shi) é uma cidade japonesa localizada na província de Miyazaki.
Em 2003 a cidade tinha uma população estimada em 24 252 habitantes e uma densidade populacional de 85,70 h/km². Tem uma área total de 283,00 km².
Recebeu o estatuto de cidade a 1 de Dezembro de 1970.